# Micugi Kišida
Micugi Kišida (岸田 貢宜, Kišida Micugi, 1916–1988) byl japonský fotograf a majitel fotoateliéru. Je známý tím, že fotografoval devastaci města Hirošima den po svržení atomové bomby.

## Životopis
Narodil se v roce 1916. Provozoval "Fotografické studio Kišida" v Hirošimě. V roce 1945 jako člen zpravodajského týmu divize v Hirošimě zaznamenal fotografie škod způsobených atomovým bombardováním. Dne 7. srpna 1945 fotografoval následky atomového bombardování míst asi 500 metrů od hypocentra a zanechal jako dokumentární záznam. Micugi Kišida zemřel v roce 1988.

## Vybrané fotografie

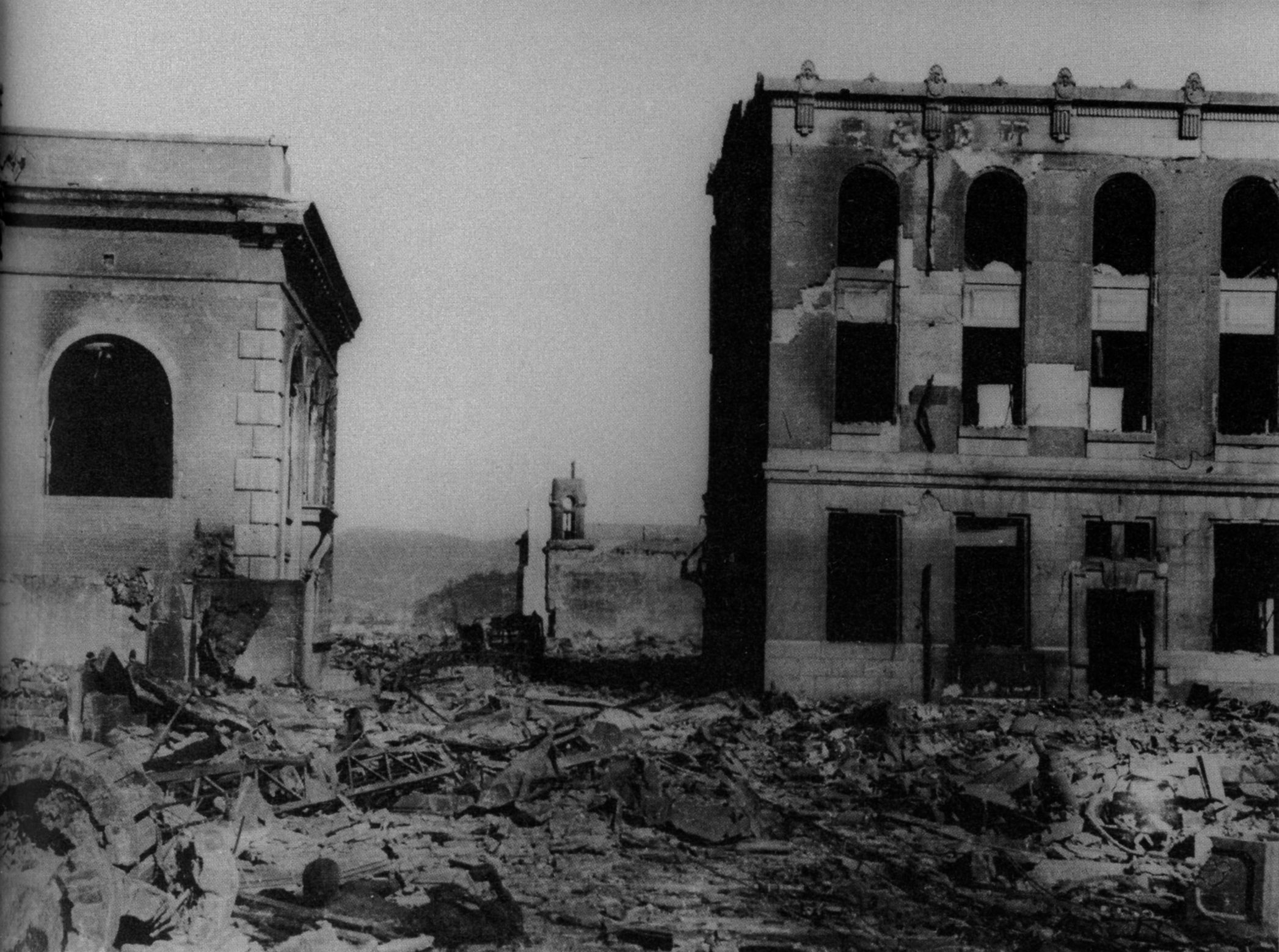
Hirošima, ulice Hondori, 7. srpna 1945
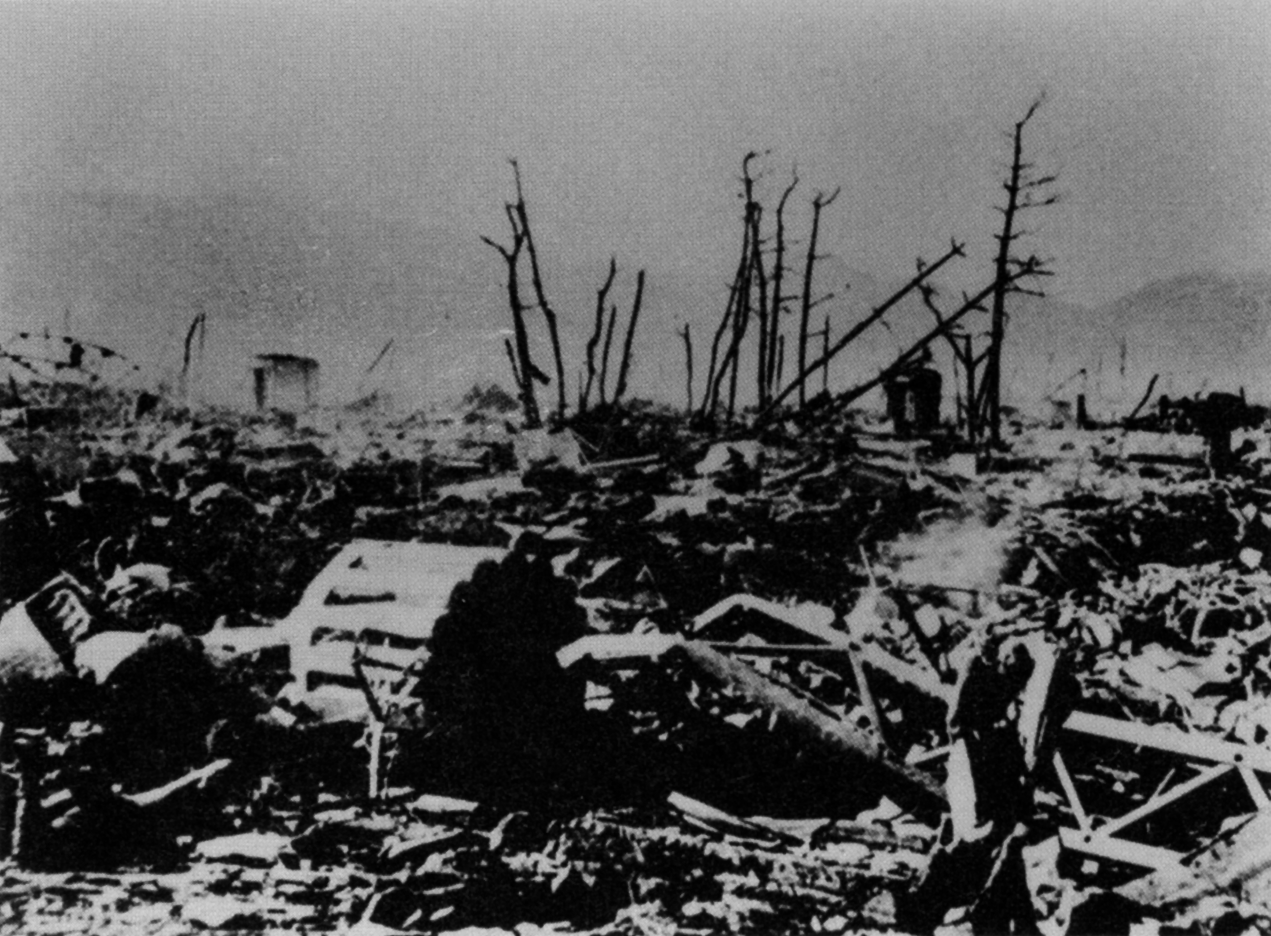
Centrální část ulice Hondori, Hirošima, rozházené mrtvoly, 7. srpna 1945
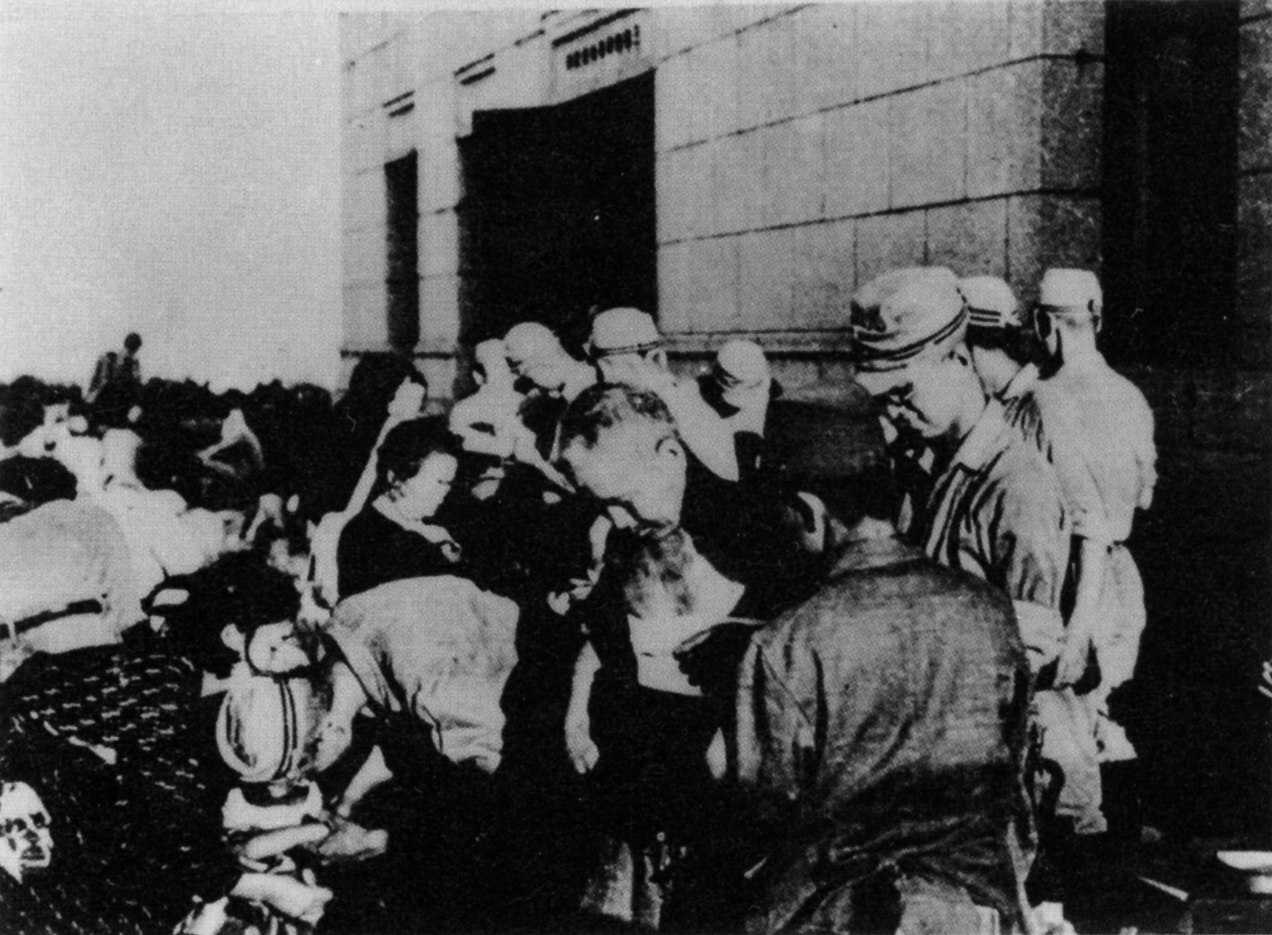
Oběti, kterým se dostává pomoci před ústředím úvěrového svazu v Hirošimě, 7. srpna 1945
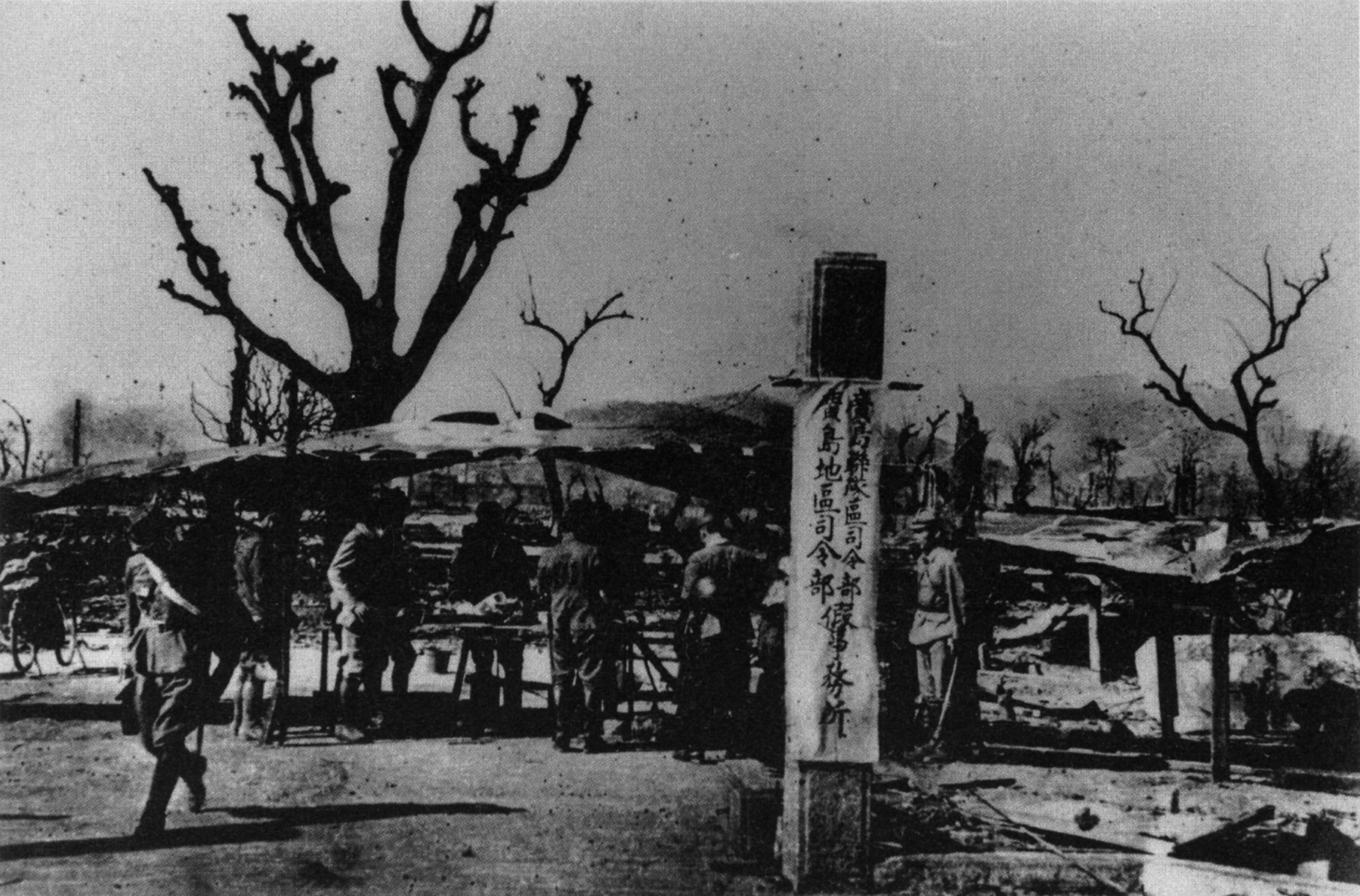
Dočasná kancelář japonské císařské armády postavená na místě vyhořelého velitelství hirošimského pluku
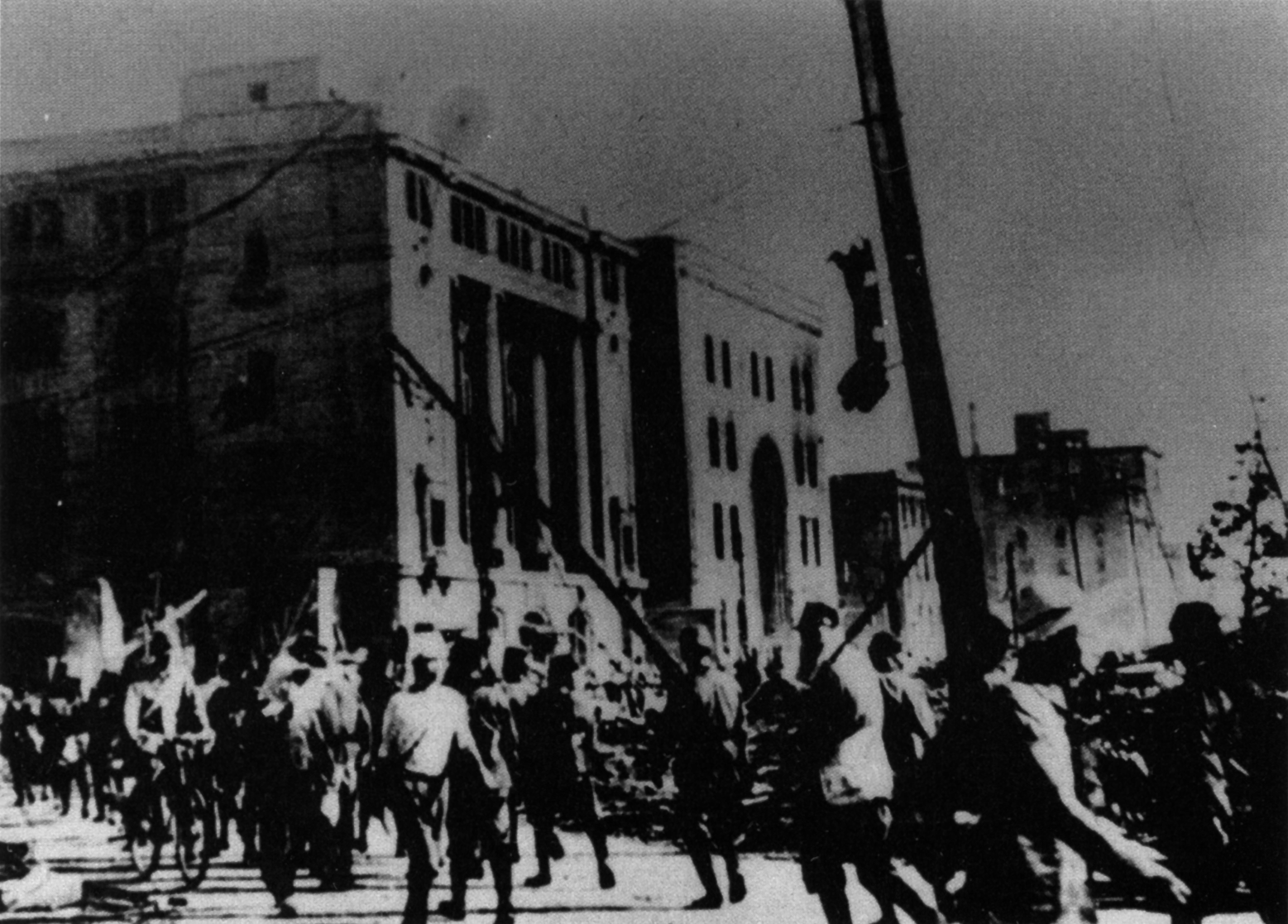
Pomocný tým vstoupil do města Hirošima 9. srpna 1945
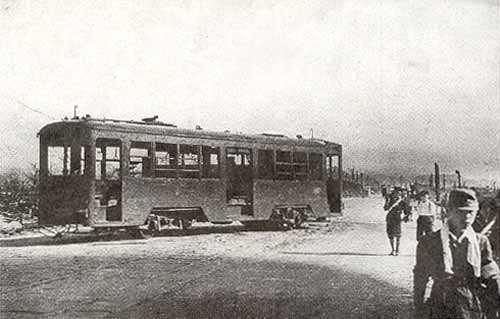
Hirošima, tramvaj po bombardování

## Knihy sdíly Micuga Kišidy
- Kaku: Hangenki (核：半減期) / The Half Life of Awareness: Photographs of Hiroshima and Nagasaki. Tokyo: Tokijské muzeum fotografie, 1995.  Výstavní katalog; titulky a text japonsky a anglicky. Obsahuje 12 stran fotografií, které pořídil Ken Domon v letech 1957 a 1967 v Hirošimě (další autoři: Tošio Fukada, Kikudžiró Fukušima, Ken Domon, Kendži Išiguro, Šunkiči Kikuči, Micugi Kišida, Eiiči Macumoto, Jošito Macušige, Šómei Tómacu, Hiromi Cučida a Jósuke Jamahata). Text a titulky japonsky a anglicky.